# Lijst van presidenten van Oekraïne
Dit is een lijst van presidenten van Oekraïne:

## Presidenten van Oekraïne (1918-heden)

### Volksrepubliek Oekraïne(1917-1921)
| President | President                                                            | Ambtstermijn                        |
| --------- | -------------------------------------------------------------------- | ----------------------------------- |
|           | Mychajlo Hroesjevsky (1866-1934) (voorzitter van de Tsentralna Rada) | 27 maart 1917 - 29 april 1918       |
|           | Pavlo Skoropadsky (1873-1945) hetman                                 | 29 april 1918 - 14 december 1918    |
|           | Volodymyr Vynnytsjenko (1880-1951) (voorzitter van het Directoraat)  | 14 december 1918 - 11 februari 1919 |
|           | Symon Petljoera (1879-1926) (voorzitter van het Directoraat)         | 11 februari 1919 - 7 mei 1921       |

### Oekraïense Socialistische Sovjetrepubliek(1919-1954)
| President | President                        | Ambtstermijn                   |
| --------- | -------------------------------- | ------------------------------ |
|           | Hryhorij Petrovsky (1878-1958)   | 10 maart 1919 - 10 maart 1938  |
|           | Leonid Kornijets (1901-1967)     | 10 maart 1938 - 28 juli 1939   |
|           | Mychajlo Hretsjoecha (1902-1976) | 28 juli 1939 - 14 januari 1954 |

### Oekraïense staat (1941)
| President | President                  | Ambtstermijn |
| --------- | -------------------------- | ------------ |
|           | Stepan Bandera (1909-1959) | juni 1941    |

### Oekraïense Socialistische Sovjetrepubliek(1954-1991)
| President | President                         | Ambtstermijn                    |
| --------- | --------------------------------- | ------------------------------- |
|           | Demjan Korottsjenko (1894-1969)   | 14 januari 1954 - 7 april 1969  |
|           | Oleksandr Ljasjko (1915-2002)     | 7 april 1969 - 8 juni 1972      |
|           | Ivan Hroesjetsky (1904-1982)      | 8 juni 1972 - 24 juni 1976      |
|           | Oleksij Vatsjenko (1914-1984)     | 24 juni 1976 - 22 november 1984 |
|           | Valentyna Sjevtsjenko (1935-2020) | 22 november 1984 - 4 juni 1990  |
|           | Volodymyr Ivasjko (1932-1994)     | 4 juni 1990 - 9 juli 1990       |
|           | Leonid Kravtsjoek (1934-2022)     | 5 juli 1990 - 5 december 1991   |

### Republiek Oekraïne(1991-heden)
| Nr. | President | President                              | Ambtstermijn                        | Partij          | Partij | Verkiezing |
| --- | --------- | -------------------------------------- | ----------------------------------- | --------------- | ------ | ---------- |
| 1   |           | Leonid Kravtsjoek (1934-2022)          | 5 december 1991 - 19 juli 1994      | Onafhankelijk   |        | 1991       |
| 2   |           | Leonid Koetsjma (1938)                 | 19 juli 1994 - 23 januari 2005      | Onafhankelijk   |        | 1994       |
| 2   | 1999      | Leonid Koetsjma (1938)                 | 19 juli 1994 - 23 januari 2005      | Onafhankelijk   |        |            |
| 3   |           | Viktor Joesjtsjenko (1954)             | 23 januari 2005 - 25 februari 2010  | Наша Україна    |        | 2004       |
| 4   |           | Viktor Janoekovytsj (1950)             | 25 februari 2010 - 22 februari 2014 | Партія регіонів |        | 2010       |
| -   |           | Oleksandr Toertsjynov (Interim) (1964) | 23 februari 2014 - 7 juni 2014      | Батьківщина     |        |            |
| 5   |           | Petro Porosjenko (1965)                | 7 juni 2014 - 20 mei 2019           | Onafhankelijk   |        | 2014       |
| 6   |           | Volodymyr Zelensky (1978)              | 20 mei 2019 - heden                 | SN              |        | 2019       |